# سعود بن طلال بن بدر
سعود بن طلال بن بدر بن سعود بن عبد العزيز آل سعود، مسؤول ومستشار في المملكة العربية السعودية يشغل منصب محافظ الأحساء في المنطقة الشرقية بالمملكة العربية السعودية منذ 5 مايو 2022م.

## الدراسة
- البكالوريوس في تكنولوجيا المعلومات والإدارة والتنظيم من جامعة سافولك [الإنجليزية] في الولايات المتحدة.[2]
- الماجستير في العلاقات الدولية والقانون الدولي من جامعة كينت في الولايات المتحدة.

## ابرز المناصب
- المستشار والمشرف العام على «وكالة وزارة الإسكان للدعم السكني والفروع».
- المدير العام للتعاون الدولي في «وزارة العمل والتنمية الاجتماعية» بين 2014 و2016.
- مستشار قانوني في «وزارة الداخلية» بين 2008 و2014.
- محافط الاحساء 2022- الآن